# Монастырский, Аркадий Ильич
Аркадий Ильич Монастырский (27 марта 1961, Киев, Украинская ССР, СССР — 15 октября 2017, Киев, Украина) — советский и украинский общественный деятель. Президент Еврейского форума Украины, председатель Правления Еврейского фонда Украины, председатель Общественного совета при Министерстве образования и науки Украины. Один из основателей общественного движения за возрождение еврейской культуры на Украине.
Являлся послом мира Всемирного совета мира.

## Общественная деятельность
Президент Еврейского форума Украины
Председатель Правления Еврейского фонда Украины
Президент Ассоциации неправительственных организаций
Первый заместитель главы Ассамблеи национальностей Украины
Председатель Общественного Совета руководителей объединений национальных общин при Министерстве образования и науки Украины
Член Общественного совета при Министерстве культуры Украины

## Биография
Родился в 1961 году.
Отец — Монастырский Илья Исаевич, художник-оформитель. Родился в г. Балта в 1912 году. До 1929 года жил в Одессе, а с 1930 — в Киеве. Во время войны служил в 17 авиаармии, в 1943 году стал инвалидом Великой Отечественной войны. Его первая семья погибла 29 сентября 1941 года в Бабьем Яру
Мать — Эйдельзон Маня Ароновна (1922 года рождения). Родилась в г. Коростень Житомирской области, с 1931 года проживала в г. Киеве, работала бухгалтером-экономистом.
С 1967 по 1974 год Аркадий Монастырский учился в 57 средней школе г. Киева.
В 1977 году поступил в Киевский институт народного хозяйства имени Коротченко (ныне Национальный экономический университет имени Гетьмана), который успешно окончил в 1981 году.
С 1981 по 1990 год работал экономистом в Киевском институте типового проектирования Госстроя СССР.
В 1989 году активно включается в еврейскую общественную деятельность. Участвовал в создании первого официального Киевского общества еврейской культуры вместе с Ильёй Левитасом.
В 1990 году был избран заместителем председателя Киевского общества еврейской культуры, а в 1991 году — заместителем председателя Общества еврейской культуры Украины.
В 1992 году на Первом конгрессе евреев Украины был избран заместителем председателя Еврейского совета Украины.
В 1997 году совместно с Александром Фельдманом создаёт Еврейский фонд Украины, где становится сначала Генеральным директором, а затем председателем Правления Еврейского фонда Украины.
В 2008 году избирается президентом Еврейского форума Украины.
В последние годы много работал в области образования, культуры, занимался правозащитной деятельностью.
В 2013 году вошёл в состав Ассамблеи национальностей Украины.
Награждён высшей наградой Министерства культуры Украины «За вклад в развитие культуры» и почётным знаком «За міжконфесіональний мир і злагоду в Україні» Государственного комитета Украины по делам национальностей и религий.
В 2015 году Указом президента Украины П. А. Порошенко о 75-летии трагедии Бабьего Яра Аркадий Монастырский был включён в состав Государственного комитета по увековечиванию памяти о трагедии Бабьего Яра, ставши активным участником работы Оргкомитета.
В 2016 году организовал и провёл Всеукраинскую акцию «Шесть миллионов сердец», посвящённую Международному дню памяти жертв Холокоста; литературно-просветительскую акцию «Вспоминая Шолом-Алейхема», посвящённую 100-летию со дня смерти писателя; ХІХ Международный театральный фестиваль «Блуждающие звёзды» и целый ряд семинаров по изучению культуры и языка идиш «Жемчужины языка идиш».
Скончался 15 октября 2017 года.
Был женат. После себя оставил двух дочерей.